# 이선이
이선이(1965년 ~ )은 대한민국의 바이올린 연주자이다.

## 학력
- 서울예술고등학교, 서울대학교를 졸업한 후 미국 워싱턴 주립대학교를 전액장학생, 악장 겸 강사, 그리고 장학현악사중주의 리더로서 활동하며 박사학위를 받았다.[1]
- 스티븐 스타릭 Steven Staryk, 故 아이작 스턴 Isaac Stern, 故 이종숙을 사사

## 연주 경력
워싱턴주 데뷔투어 이후 다양한 초청연주, 수차례의 협연, 챔버오케스트라 연주, 뮤직 페스티벌 초청 등 눈부시게 활동하던 중 1994년 귀국. 서울시향, 부천시향, 수원시향, 창원시향, 대구시향, 바로크 합주단, 서울심포니 등과 협연하였고, 밖으로는 모스크바의 차이콥스키 볼쇼이 홀에서 박탕 조르다니아 귀향기념연주를 비롯하여 중국 북경 오케스트라, 일본 동경 챔버오케스트라, 루마니아 흑해 필, 미국 포트엔젤스 필, 프라하 필, 비엔나 모차르트 오케스트라, 독일 바이로이트 챔버 등과 협연, 이선이 바이올린 독주회 IBK챔버홀(2014.4.28) ,이선이 바이올린 독주회 (금호아트홀 2006.11.15)

## 교육자 경력과 심사위원 경력
한국을 대표하는 바이올린 지도교수로서 일본의 아이작 스턴 뮤직 페스티발, 미국 카네기 홀 아이작 스턴 워크샵, 바르나 뮤직 페스티벌 등 세계 각국의 뮤직 페스티발에 초청되었으며, 그녀의 지도하에 수많은 학생들이 국내외 유명 콩클에서 우승하였다. 불가리아 블라디게로프 국제콩클, 러시아 그네신대학 국제 청소년콩클, 모스크바 차이콥스키음악원 부속 중앙영재예술학교 주최 국제청소년콩클, 모스크바 이폴리토프-이바노프 국제콩클, 리투아니아 유리기스 국제콩클 등의 심사위원으로 위촉되어 한국의 위상을 떨치고 있다.
2014년 6월 모스크바에서 개최되는 국제 영 차이콥스키 콩클에 심사위원으로 초청되었다.

## 현재
러시아 차이콥스키음악원의 설립자였던 이폴리토프-이바노프가 부설한 모스크바의 러시아국립음악대학 명예교수로 재직 중이며, 한국에서는 예원학교, 서울예술고등학교에서 후진 양성에 힘쓰고 있고 앙상블 M의 리더로 활약중이다.
2016년 서울중앙음악학원(Seoul Central Conservatory)을 설립하고 현재 원장이자 전임 교수로 재직 중이며, 국내 최고의 음악 영재들과 전공자들을 길러내고 있다.